# Пангоди
Па́нгоди (рос. Пангоды) — селище міського типу у складі Надимського району Ямало-Ненецького автономного округу Тюменської області, Росія. Адміністративний центр та єдиний населений пункт Пангодського міського поселення.

## Населення
Населення — 10737 осіб (2017, 10805 у 2010, 10868 у 2002).

## Історія
Селище було засноване 1971 року на лівому березі річки Права Хетта за 2 кілометри вище впадіння в неї річки Пангоди в зв'язку з відкриттям і початком розробки першого газового родовища Медвежинське. Розвиток селища забезпечили активний видобуток природного газу, будівництво газопроводів Надим-Пунга і Надим-Центр. 1979 року селищу надано статус міського.

## Економіка
Основний вид діяльності — видобуток (Медвежинське газопромислове управління ТОВ «Газпром видобуток Надим») і транспортування (лінійно-виробниче управління ТОВ «Газпром Трансгаз Югорськ») газу.
У селищі є однойменна залізнична станція (діюча ділянка Старий Надим-Новий Уренгой «Мертвої дороги» Салехард-Ігарка) — тільки вантажні перевезення), аеропорт (місцеві авіарейси).